# Debt ratio
De debt ratio geeft aan in welke mate de totale activa is gefinancierd met vreemd vermogen. Met name in de Amerikaanse literatuur wordt deze methode veel toegepast om de solvabiliteit te meten.
{\displaystyle Debt~ratio={\frac {Vreemd~vermogen}{Totaal~vermogen}}}
Buiten Amerika wordt de solvabiliteit berekend door het eigen vermogen te delen door het totaal vermogen. Dit wordt ook wel de equity ratio genoemd. 